# Tashpolat Tiyip
Tashpolat Tiyip (uigurisch تاشپولات تېيىپ Taxpolat Teyip; chinesisch 塔西甫拉提・特依拜, Pinyin Tǎxīfǔlātí Tèyībài; * Dezember 1958 in Xinjiang) ist ein chinesischer Geograph, der dem Volk der Uiguren angehört. Von 2010 bis 2017 war er Präsident der Universität Xinjiang. 2019 wurde er in einem Geheimprozess unter dem Vorwurf der „Doppelzüngigkeit“ und des Separatismus angeklagt und zum Tod verurteilt.

## Ausbildung
Nach Abschluss der weiterführenden Schule 1975 arbeitete Tashpolat eine Zeit lang als Traktorfahrer. Er brachte sich selbst Chinesisch bei und konnte sich schließlich in der Reformphase unter Deng Xiaoping um einen Studienplatz bewerben. Er absolvierte von 1978 bis 1983 sein Grundstudium in Geographie an der Xinjiang University. 1988 ging er für ein Master-Studium nach Japan an die Naturwissenschaftliche Universität Tokio, 1992 promovierte er dort als Ingenieur für angewandte Geographie.

## Karriere
1993 wurde Tashpolat Tiyip zum Professor an der Abteilung für Geographie der Xinjiang University ernannt. 1996 wurde er zum Vizepräsidenten, 2010 zum Präsidenten der Universität und zum Vizesekretär der Kommunistischen Partei Chinas an der Universität ernannt.

## Verhaftung und Prozess
Im März 2017 wurde Tashpolat vor einem Flug zu einer Konferenz in Deutschland auf dem Flughafen von Peking festgenommen und der Doppelzüngigkeit beschuldigt. Tashpolat wurde in Isolationshaft genommen und schließlich nach Informationen von Freunden und der Familie in einem Geheimprozess wegen Separatismus angeklagt. Er wurde schuldig gesprochen und zum Tod verurteilt, das Urteil aber zunächst um zwei Jahre ausgesetzt. Im Dezember 2019 erklärte das chinesische Außenministerium, dass gegen ihn wegen des Verdachts auf Korruption und Bestechung ermittelt werde. Es wurde bestritten, dass er bereits vor Gericht gestellt oder verurteilt worden sei. Nach Angaben von Amnesty international vom August 2023 gibt es seither keine Informationen über den Fortgang des Verfahrens und die Lebensumstände von Tashpolat Tiyip.
Hochrangige Menschenrechtsexperten, die Mandate für den UN-Rechtsrat wahrnehmen, (Agnès Callamard, die Sonderberichterstatterin zu extralegalen, summarischen und willkürlichen Hinrichtungen, Fernand de Varennes, der Sonderberichterstatter zu Minderheiten, Ahmed Shaheed, Sonderberichterstatter für Religions- oder Glaubensfreiheit und Mitglieder der Arbeitsgruppen gegen gewaltsames und unfreiwilliges Verschwindenlassen und gegen willkürliche Inhaftierungen) brachten ihre tiefe Sorge um Tashpolat Tiyip und andere Uiguren in derselben Situation zum Ausdruck. Sie forderten, Informationen über seinen derzeitigen Haftort zu veröffentlichen und seiner Familie zu erlauben, ihn zu besuchen. Die Umstände seines Prozesses und seine Verurteilung sind besonders besorgniserregend, vor allem wenn die Information, dass er zum Tode verurteilt wurde, zuträfe. Jedes Todesurteil, das unter Bedingungen verhängt wird, die nicht den strengsten Garantien für ein faires Verfahren entsprechen, verstoße gegen internationale Menschenrechtsvorschriften und sei willkürlich. Sie forderten, das Verfahren von Tashpolat Tiyip von unabhängiger Seite in einem fairen Verfahren zu überprüfen.

„Isolationshaft, Verschwindenlassen und Geheimprozesse haben in einem Rechtsstaat keinen Platz. ... Solche Praktiken widersprechen dem Geist des ICCPR, den China 1998 unterzeichnet hat!“

## Ehrungen
- 2008 Ehrendoktorwürde der École pratique des hautes études (EPHE) in Paris.[10][11]

## Publikationen
- mit Fengqin Jia et al.: Characteristics of soil seed banks at different geomorphic positions within the longitudinal sand dunes of the Gurbantunggut Desert in Journal of arid land, 2017 doi:10.1007/s40333-017-0055-x
- mit Fei Zhang et al.: Dynamics of land surface temperature (LST) in response to land use and land cover (LULC) changes in the Weigan and Kuqa river oasis, in Arabian journal of geosciences, 2016 doi:10.1007/s12517-016-2521-8
- mit Abdulla Abliz et al.: Effects of shallow groundwater table and salinity on soil salt dynamics in the Keriya Oasis, in Environmental earth sciences, 2015 doi:10.1007/s12665-015-4794-8
- mit Rukeya Sawut et al.: Using regression model to identify and evaluate heavy metal pollution sources in an open pit coal mine area, Eastern Junggar, in Environmental earth sciences, 2017 doi:10.1007/s12665-017-7035-5
- mit Gang Yin et al.: Vegetation dynamics and its response to climate change in Central Asia in Journal of arid land, 2016 doi:10.1007/s40333-016-0043-6